# Patrocloides montanus
Patrocloides montanus là một loài tò vò trong họ Ichneumonidae.